# Stefan Nowak (Grafikdesigner)
Stefan Nowak (* 1967) ist ein deutscher Grafikdesigner und Ausstellungsgestalter.

## Leben
Stefan Nowak studierte Parfümerie und Lebensmitteltechnologie in London und Lemgo, anschließend Kommunikationsdesign an der Hochschule Darmstadt bei Christof Gassner und Peter von Kornatzki und an der Fachhochschule Düsseldorf bei Klaus Hesse und Uwe Loesch.
Gemeinsam mit Petra Knyrim ist er seit 1994 Geschäftsführer des Designbüros nowakteufelknyrim (NTK) für Kommunikation und Ausstellungsdesign in Düsseldorf mit Dependancen in Berlin und München. nowakteufelknyrim (NTK) zeichnet unter anderem verantwortlich für die Dauerausstellung im Geldmuseum der Deutschen Bundesbank Frankfurt, für das Museum der Badekultur in Zülpich, für die Neugestaltung der Abteilung Fotografie und Film im Deutschen Museum sowie für innovative Leit- und Orientierungssysteme, u. a. für die Stadt Düsseldorf und die Universitätsbibliothek Münster.
Seit 1996 unterrichtet Stefan Nowak Typografie, Informationsdesign und Ausstellungsgestaltung wechselnd an verschiedenen Hochschulen in Deutschland, zuletzt an der Universität Wuppertal. Bekannt geworden ist er vor allem durch Workshops und Veröffentlichungen zum Thema Orientierung und Kommunikation im Raum.
2001 bekam er für das Leitsystems Pilon den Prime Minister’s Prize der Japan Design Foundation verliehen. 2007 wurde er mit dem Designpreis des Landes NRW ausgezeichnet.
Er lebt in Düsseldorf.

## Publikationen
- Bookdesigns Worldwide, International Book Publishing Center, Liaoning Science and Technologie House, 2011
- Calendardesigns Worldwide, International Book Publishing Center, Liaoning Science and Technologie House, 2011
- Wayfinding Designs Worldwide, International Book Publishing Center, Liaoning Science and Technologie House, 2010
- einszueins – Positionen zum Ausstellen, Herausgeber/Autor, Modo Verlag Freiburg, 1999, ISBN 3-922675-20-4
- Information Design Source Book, Birkhäuser Architecture, 2001, Deutsch ISBN 3-7643-7121-8, Englisch ISBN 978-3-7643-7121-0
- Handbuch Museografie und Ausstellungsgestaltung, Mitautor, AV-Edition Stuttgart, 2002, Deutsch ISBN 3-929638-43-6, Englisch ISBN 978-3-929638-43-1
- area - 100 Graphic Designers 010 Curators, Phaidon Press New York, 2005, Deutsch ISBN 0-7148-4515-9, Englisch ISBN 978-0-7148-4515-9
- New Exhibition Design 01, AV-Edition Stuttgart, 2007, Deutsch ISBN 3-89986-028-4, Englisch ISBN 978-3-89986-028-3
- Orientierung auf Reisen, DOM Publishers Berlin, 2007, ISBN 978-3-938666-20-3
- New Visual Works - German Graphic Style, Liao Ning Technological Publishing Co, 2007, ISBN 978-7-5381-5027-8
- New Exhibition Design 02, AV-Edition Stuttgart, 2010, Deutsch ISBN 3-89986-125-6, Englisch ISBN 978-3-89986-125-9

## Textveröffentlichungen
- Ein neues Corporate Design für Deutschland, Ceasar Design Magazin, Herausgeber Peter Bünnagel u. a., FH Düsseldorf, 1997
- Orientierung 2060, sushi, Jahresmagazin für junge Kreativität. Herausgeber Art Directors Club für Deutschland, 2007
- Beyond the Border, Beyond Grafic Design, Herausgeber Akademie für Angewandte Kunst Wien, 2007
- Der Tausendfüssler, Beef Magazine, Herausgeber Art Directors Club für Deutschland/Horizont, 2008
- Der erweiterte Blick, Signaletik und Piktogramme, Herausgeber Dom Publishers Berlin, 2010

## Ausstellungen (Auswahl)
- 2010 Design Expo Taipei, Korea  „German Shades of Green - Sustainable Design from Germany“
- 2009 Graphic Design Biennale Germany China 2009, GDC Qujiang, Xiàn, China
- 2008–2011 Die Dimension der Fläche – Kommunikationsdesign in Deutschland, German Design Council Frankfurt/Goethe-Institut München, Berlin, Paris, Tokio
- 2007 Designpreis NRW, Zeche Zollverein
- 2005 Ball im Kopf. Kult ums Kicken, Museum für Kunst und Gewerbe Hamburg
- 2003 11designer für Deutschland, Präsentation und Ausstellung, Universität der Künste Berlin
- 2001 International Design Exhibition Osaka, Japan Design Foundation, Osaka
- 1999 Die hundert schönsten Bücher, Stiftung Buchkunst, Buchmesse Leipzig
- 1995, 1997, 1999 Hundert Beste Plakate, Stadtbibliothek, Berlin
- 1994 Type Directors Club New York